# Jane K. Willenbring
Jane Kathryn Willenbring est une géomorphologue américaine et professeure à l'Université Stanford. Elle est notamment spécialiste de l'utilisation des nucléides cosmogéniques pour étudier l'évolution et la dynamique du paysage. Elle remporte de nombreux prix, notamment la Antarctica Service Medal et le National Science Foundation CAREER Awards.

## Enfance et éducation
Willenbring naît le 2 août 1977, ses parents sont Roys E. et Elaine K. Willenbring. Elle grandit à Mandan, dans le Dakota du Nord. Elle développe une curiosité pour le paysage et commence à créer ses propres petites expériences.
Willenbring obtient son Baccalauréat universitaire en sciences en géosciences / pédologie en 1999 à l'Université d'État du Dakota du Nord, où elle reçoit une bourse McNair. Willenbring poursuit sa formation en sciences de la Terre à l'Université de Boston, où elle obtient son diplôme de Master en 2002. En 2006, Willenbring termine son doctorat en Sciences de la Terre à l'Université Dalhousie en Nouvelle-Écosse, Canada. Sa thèse est une étude de l'érosion glaciaire dans l'Arctique et le Canada atlantique à l'aide de nucléides cosmogéniques. Après son doctorat, elle poursuit son travail de recherche à l'Université du Minnesota, grâce à une bourse postdoctorale décernée par le Centre national de la dynamique de la surface de la Terre. Deux ans plus tard, en 2008, Willenbring reçoit une bourse postdoctorale Alexander von Humboldt pour travailler à l'Université Leibniz de Hanovre et GFZ-Potsdam en Allemagne, où elle travaille jusqu'en 2010.

## Carrière et recherche
Après son travail postdoctoral en 2010, Willenbring rejoint l'Université de Pennsylvanie en tant qu'assistant professor au Département des Sciences de la Terre et de l'Environnement de la School of Arts and Sciences jusqu'en 2016. Willenbring devient ensuite associate professor à l'Institut d'océanographie Scripps de l'Université de Californie à San Diego où elle est également directrice du Scripps Cosmogenic Isotope Laboratory (SCI-Lab). En 2020, Willenbring devient associate professor à l'Université Stanford.
Willenbring étudie la façon dont la surface de la Terre évolue en réponse à une variété de facteurs, dont la tectonique, le climat et les organismes vivants. Elle utilise des données topographiques à haute résolution, des observations sur le terrain, des modèles numériques d'évolution du paysage,des modèles de calotte glaciaire et des techniques géochimiques, en particulier des nucléides cosmogéniques, pour étudier la surface de la Terre,. Willenbring est à la pointe de son domaine et développe l'utilisation du béryllium-9 et du béryllium cosmogénique-10 pour tracer l'érosion, l'altération et les impulsions d'eau de fonte afin d'étudier l'évolution de la surface de la Terre.
Willenbring utilise certaines des techniques basées les nucléides cosmogéniques qu'elle a développées dans ses recherches en Antarctique et à Porto Rico. Elle date les impulsions d'eau de fonte en Antarctique pendant les périodes de réchauffement climatique en utilisant le rapport du béryllium-10 au béryllium-9. Willenbring contribue également à l'Observatoire de la Zone Critique de Luquillo à Porto Rico, où elle et ses collègues utilisent le béryllium-10, ainsi que d'autres nucléides cosmogéniques, pour étudier comment l'évolution du paysage de Porto Rico a influencé sa biodiversité. Leurs recherches montrent que de la poussière riche en nutriments, provenant du désert du Sahara, est transportée par le vent jusqu'à Porto Rico, ce qui aide les arbres à pousser dans les sols pauvres en nutriments de Porto-Rico.
En 2016, Willenbring reçoit le prix National Science Foundation CAREER award, qu'elle utilisera pour étudier comment les isotopes du béryllium peuvent permettre de suivre les déplacements des sédiments terrestres. Une partie des fonds est également utilisée pour son projet de science citoyenne, « Soil Kitchen ».
En plus de l'Antarctique et de Porto Rico, Willenbring a également mené des recherches au Canada et sur la rivière South Fork Eel, dans le nord de la Californie.

## Récompenses et distinctions
- 2020 American Geophysical Union Earth and Planetary Surface Processes Marguerite Williams Award[16]
- Membre de la Geological Society of America depuis 2018[17]
- Prix 2017 pour l'égalité des chances / l'action positive et la diversité de l'UC San Diego[18]
- Prix 2016 US National Science Foundation CAREER Award[3]
- Médaille du service de l'Antarctique 2015[2]

Willenbring reçoit également des financements de la National Science Foundation et de l'Université de Pennsylvanie.

## Engagement public
C'est grâce à Willenbring que les mouvements #MeToo et #TimesUp émèrgent dans le milieu de la Science universitaire. En 2016, elle dépose une plainte de harcèlement sexuel au titre IX contre son encadrant de Master, alors-Dr David Marchant. Son récit reçoit une grande attention médiatique, notamment parce qu'il est publié le lendemain de la publication dans le New York Times des accusations contre Harvey Weinstein d'agression sexuelle et de harcèlement, accusations qui ont contribué à déclencher le mouvement #MeToo. Cette affaire conduit au changement de nom d'un glacier antarctique précédemment nommé d'après Marchant et son renvoi de l'Université de Boston. Sa plainte a également contribué à la création de nouvelles règles concernant les procédures d'attribution de bourses et de médailles au sein des sociétés professionnelles, ainsi qu'aux nouvelles politiques de financement de la National Science Foundation des États-Unis. Willenbring discute de son expérience et ses opinions sur les questions du sexisme, de harcèlement et de discrimination dans le documentaire Picture a Scientist, sorti en 2020.
Willenbring continue de sensibiliser le public au harcèlement sexuel dans le milieu universitaire. Elle plaide pour que la National Science Foundation promeuve des conditions de travail plus sûres sur tous les sites de recherche que la fondation finance. Elle est également à l'origine de l'organisation d'une série de conférences, Growing Up in Science, à la Scripps Institution of Oceanography. Ces conférences permettent aux scientifiques de partager leurs expériences et les défis auxquels ils ont été confrontés tout au long de leur carrière. En 2018, Willenbring reçoit le Prix pour l'égalité des chances / l'action positive et la diversité de l'UC San Diego.
Willenbring développe le projet de science citoyenne "Soil Kitchen". Ce programme permet aux gens de faire tester des echantillons de leurs sols pour identifier leurs nutriments et détecter d'éventuelles contaminations aux métaux lourds. Le projet est conçu pour éduquer le public et participer à l'évaluation de la pollution urbaine.

## Vie personnelle
Willenbring est mariée à Neil A. Malhotra. Ils ont un enfant ensemble, né en 2012.